# Barbus rouxi
Barbus rouxi és una espècie de peix de la família dels ciprínids i de l'ordre dels cipriniformes present al riu Congo.
Els adults poden assolir fins a 5,7 cm de longitud total.